# Azem Hajdari

Hajdaris Unterschrift

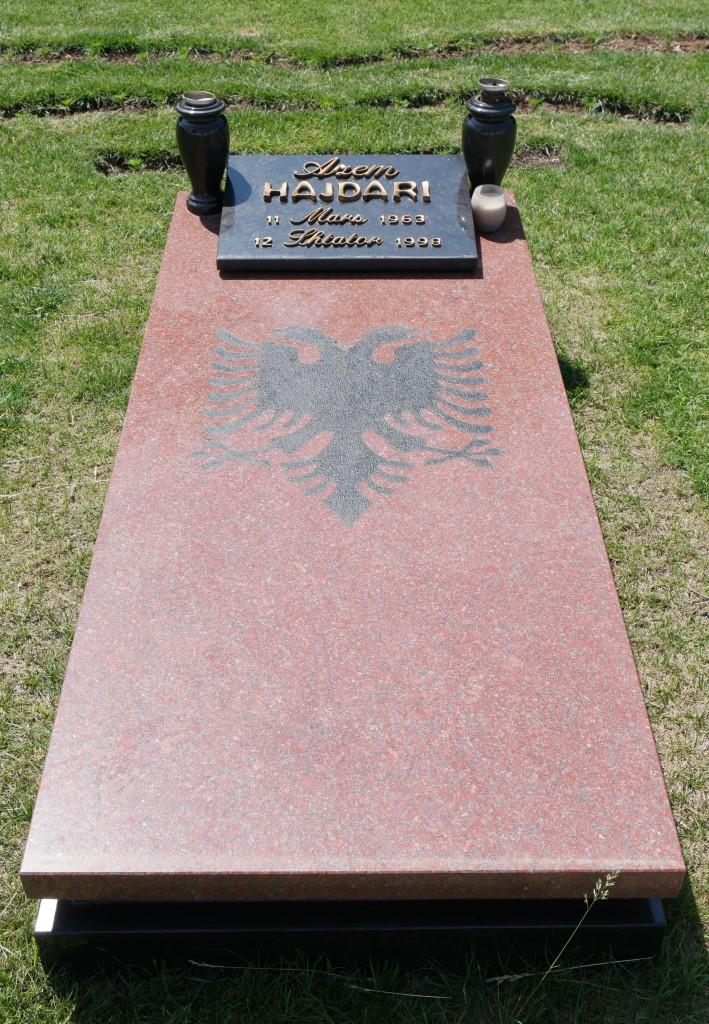
Grab von Azem Hajdari auf dem Heldenfriedhof in Tirana

Azem Shpend Hajdari (ˈazɛm hajdaˈɾi [anhörenⓘ], * 11. März 1963 in Bajram Curr; † 12. September 1998 in Tirana) war eine der wichtigsten Führungskräfte der albanischen Studentenproteste 1990/91, die zum Sturz des kommunistischen Regimes führten. Später wurde er Mitbegründer und Politiker der Demokratischen Partei Albaniens (PD), der ersten unabhängigen Partei Albaniens nach dem Fall der kommunistisch-sozialistischen Diktatur. Zusammen mit Sali Berisha symbolisiert er den Beginn der demokratischen Ära in Albanien. Am 12. September 1998 kam er bei einem gegen ihn gerichteten Attentat um.
Am 2. Oktober 1998 wurde Hajdari postum mit der Ehrenbürgerschaft von Albaniens Hauptstadt Tirana und 2007 mit dem Skanderbeg-Orden durch Staatsoberhaupt Bamir Topi ausgezeichnet.

## Frühes Leben
Azem Hajdari ging in seiner Geburtsstadt Bajram Curr in Nordalbanien zur Grundschule und studierte anschließend Philosophie an der Universität Tirana, wo er 1993 erfolgreich abschloss. 1995 absolvierte er ebenda zudem seine Studien in Rechtswissenschaft und ein Jahr später beendete er Verteidigungs- und Sicherheitspolitik am Studienzentrum George C. Marshall in Garmisch-Partenkirchen.
Er war mit Fatmira Hajdari verheiratet, mit der er drei Kinder hatte: Kirardi, Rudina und Azem Junior, der erst vier Monate nach dem Tod seines Vaters auf die Welt kam.

## Politische Karriere
Azem Hajdari wurde bei den ersten vier Parlamentswahlen nach der demokratischen Wende (1991, 1992, 1996 und 1997) als Kandidat der Demokratischen Partei ins Albanische Parlament gewählt. Im Juni 1997 wurde er Vorsitzender der parlamentarischen Verteidigungskommission.
Zwischen Dezember 1990 und Februar 1991 war er Parteivorsitzender der Demokraten, bis er von seinem langjährigen Freund Sali Berisha, der auch aus der Region von Tropoja entstammt, abgelöst wurde.
Zwischen 1995 und 1998 war Hajdari Präsident des KS Vllaznia Shkodra.

## Versuchte Attentate
Azem Hajdari wurde schon zu Beginn seiner Tage als Führungskraft der Studentenbewegung mit dem Tod bedroht.

### Schüsse im Parlament
Am 18. September 1997 wurde Hajdari in einen Streit mit dem Abgeordneten der Sozialisten Gafur Mazreku verwickelt, woraufhin Mazreku mit einer Pistole das Feuer auf Hajdari eröffnete und ihn dabei schwer verletzte. Er wurde daraufhin ins Universitätsspital der Hauptstadt eingeliefert. Mazreku wurde später von Polizeikräften überführt und am 17. Dezember zu elf Jahren Gefängnis verurteilt. Er selbst bezeugte, dass er aus rein persönlichen Motiven gehandelt habe. Hajdari wirft ihm jedoch vor, politisch agiert zu haben.

### Tropoja
Am 4. Juni 1998 wurden Hajdari und weitere Parteikollegen (unter anderem Jozefina Topalli) mit ihrem Auto in einen Hinterhalt gelockt, wo sie in einen Kugelhagel gerieten. Bardhyl Pollo, ehemaliger Geschäftsführer der albanischen Rundfunkanstalt, erlitt dabei leichte Verletzungen.

## Tödlicher Anschlag

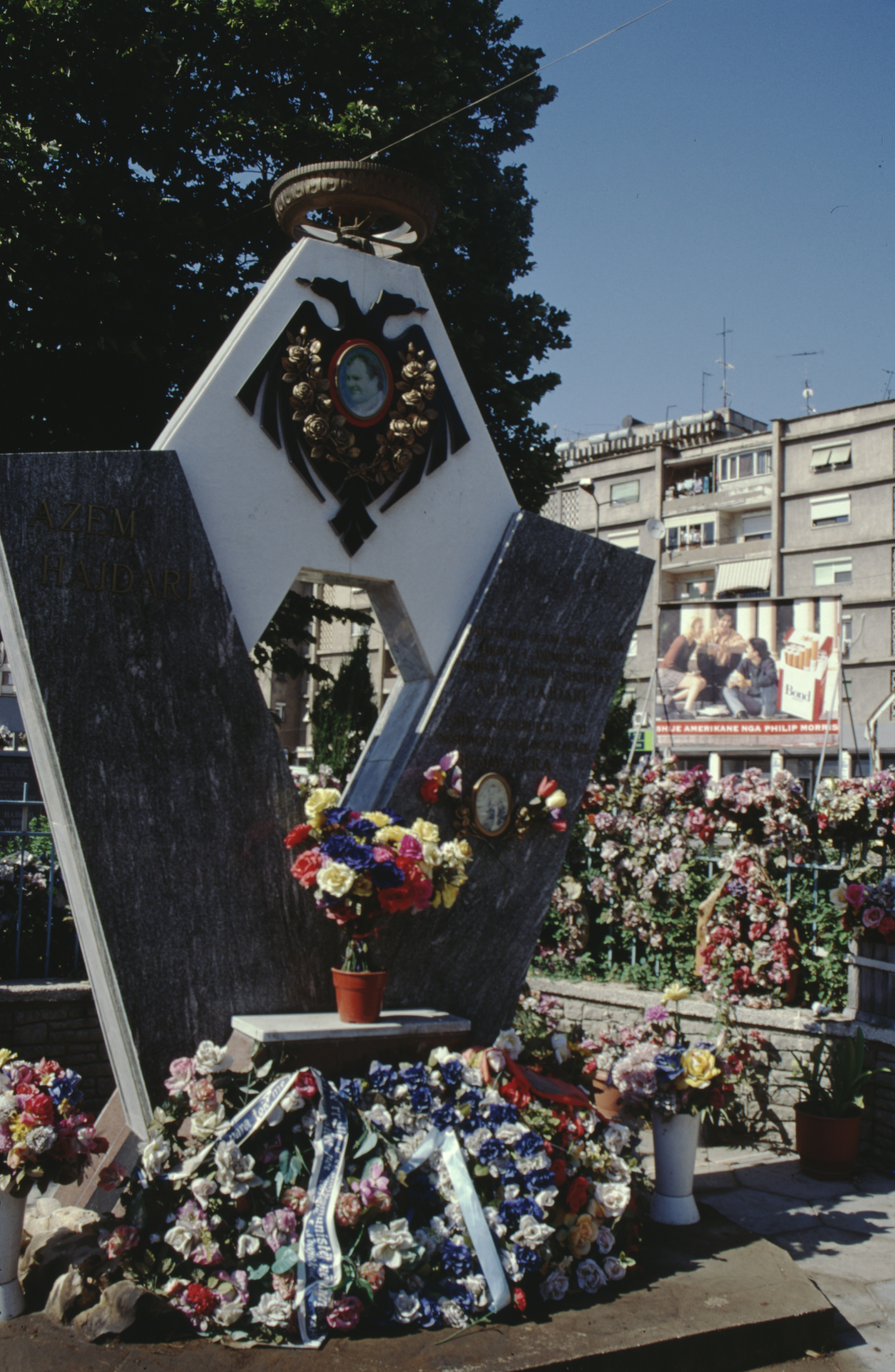
Mahnmal für Hajdari am Ort des Anschlags (1999 – zwischenzeitlich ersetzt durch ein neues Denkmal)

Am 12. September 1998 wurde Hajdari von drei auf ihn wartenden Männern erschossen, als er den Hauptsitz der Demokraten in Tirana verließ. Sein Leibwächter Besim Çera wurde dabei ebenfalls tödlich verletzt; der zweite, Zenel Neza, überlebte das Attentat schwer verletzt. Auch einer der Attentäter starb später in einem Krankenhaus an den Folgen einer Schussverletzung.
Hajdari wurde von Schüssen in Brust und Bauch getroffen, die tödliche Verletzungen herbeiführten.

## Nach dem Tod Hajdaris

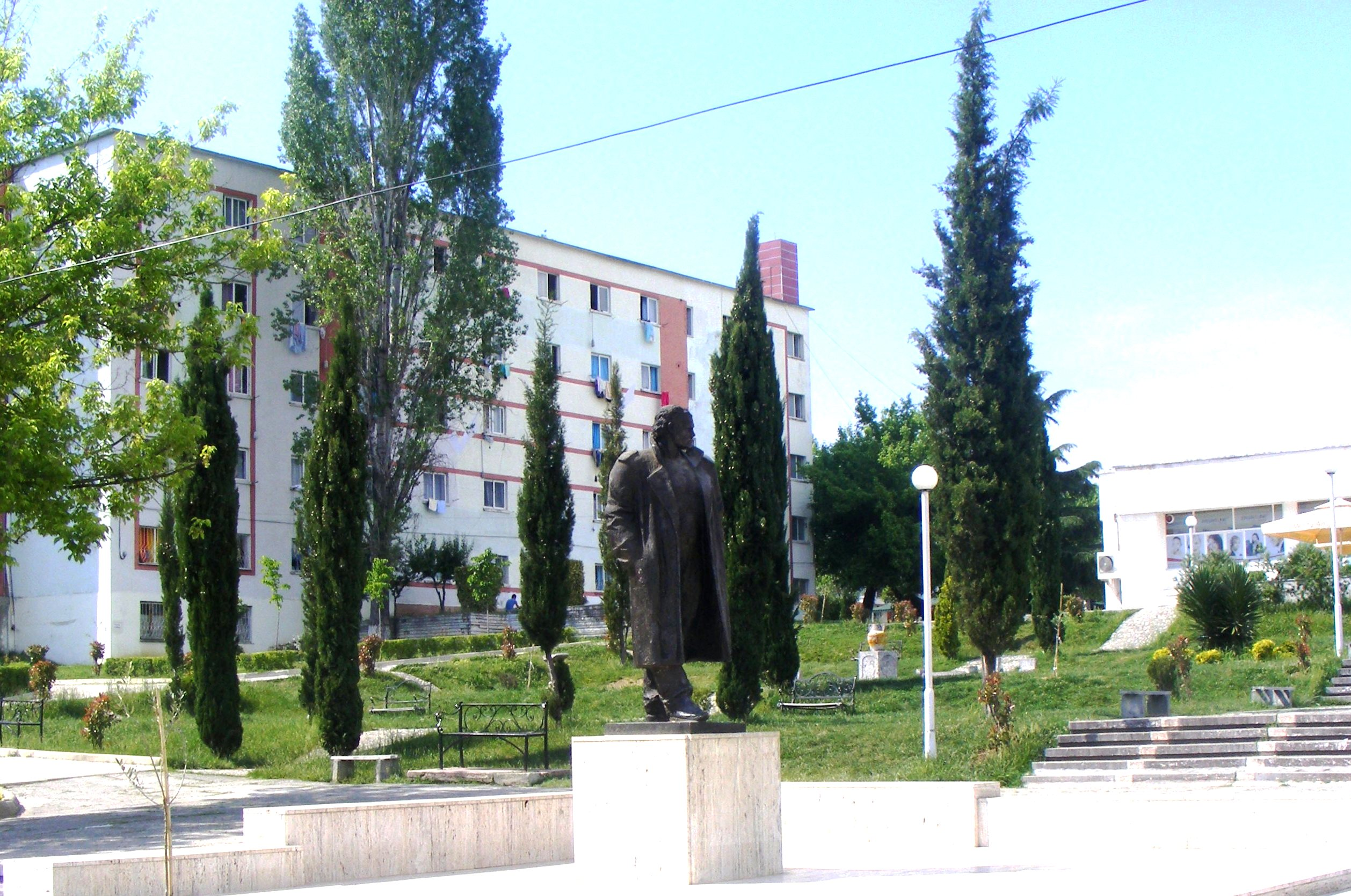
Denkmal für Hajdari in der „Studentenstadt“ in Tirana

Der Tod von Azem Hajdari löste in ganz Albanien blutige Proteste aus, bei denen mehrere Demonstranten getötet wurden. Sali Berisha beschuldigte die Sozialisten und ihre Führungskräfte des Anschlags und forderte die Rechtsprechung aller Schuldigen. Im Februar 2002 wurden fünf Personen, darunter einer der Attentäter, von einem Gericht in Tirana des Mordes angeklagt und zu langjähriger Haft verurteilt.

## Ehrung
Am Ort des Attentats erinnert ein Denkmal an Hajdari und seinen Leibwächter Çera. In anderen Städten Albaniens, Kosovos und Nordmazedoniens wurden Schulen, Straßen, kulturelle Einrichtungen usw. nach Azem Hajdari benannt. Vielen Anhängern der Demokratischen Partei gilt Hajdari als Idol.

## Sonstiges
2007 wurde von Saimir Kumbaro ein Dokumentarfilm über Hajdari gedreht, der den Titel Azem, ti je gjallë („Azem, du lebst“) trägt.